# Leptotarsus (Tanypremnella) antennifer
Leptotarsus (Tanypremnella) antennifer is een tweevleugelige uit de familie langpootmuggen (Tipulidae). De soort komt voor in het Neotropisch gebied.